# Alcolea (Córdoba)
Alcolea es un núcleo de población, localidad y barrio periférico del municipio de Córdoba (España). En el año 1991 contaba con 3942 habitantes (más de 5000 al englobar la Barriada de Los Ángeles, Parcelaciones El Sol, Los Encinares, Los Amigos, Valenzoneja y el Montón de la Tierra, todos ellos pertenecientes a pero no reconocidos por los lugareños), sin embargo la población ha disminuido hasta la actualidad con 2685 habitantes. Se localiza al este de la ciudad de Córdoba.

## Historia
La presencia humana data de la época prehistórica según podemos constatar con el hallazgo del llamado "Cráneo de Alcolea" perteneciente al periodo post-munsteriense o el llamado "Dolmen del Montón de la Tierra".
Es ya en época Romana cuando se identifica a Alcolea con la estación Addecumun encontrándose mosaicos del siglo II d. C. (hoy en el Museo Arqueológico Provincial de Córdoba) y el puente cercano a la barriada.
En época árabe existieron dos castillos el de Qantish (Los Cansinos) en donde se produjo una batalla que significó la caída de Córdoba y el de al-Qulaiya (Alcolea) en el camino, junto a los que había unos molinos harineros a orillas del Guadalquivir 
Ya en la época cristiana el rey Fernando III plantó en sus cercanías el campamento para la conquista de Córdoba, realizando allí donaciones del terreno y cortijos a sus nobles.
En época moderna se reconstruyó el puente bajo el reinado de Felipe IV y se construyó un nuevo puente (llamado por ello Puente Nuevo) en el reinado de Carlos III, entre 1785 y 1792, con 20 ojos y 340 metros.
Durante la Revolución Gloriosa de 1868, fue escenario de una importante batalla en la que el ejército revolucionario derrotó a las tropas de Isabel II.
Antiguamente pasaba por Alcolea la Nacional IV dirección Madrid-Cádiz, en la actualidad la Nacional IV o A-4 no pasa por Alcolea.

## Lugares de interés
El puente sobre el Guadalquivir o puente de Alcolea mandado construir por Carlos III, entre 1785 y 1792, con 20 ojos y 340 metros de largo, se desarrollaron 2 batallas:
1- El 7 de junio de 1808, en plena guerra contra los franceses, los voluntarios al mando de Pedro de Echavarri consiguieron en este puente de Alcolea detener el avance del general Dupont y con ello permitir al General Castaños que pudiera derrotarlos con posterioridad en la batalla de Bailén. 
2- El 28 de septiembre de 1868 se produjo la Batalla del Puente de Alcolea en la que el duque de la Torre, Francisco Serrano, con los generales Caballero de Rodas, Izquierdo y Rey derrotaron a las tropas fieles a Isabel II mandadas por el general Marqués de Novaliches, que resultó herido en la mandíbula por lo que se acuñó la cancioncilla popular cuya letra decía... 

El general Novaliches
en Córdoba quiso entrar
y en el puente de Alcolea
le volaron las "quijás"...
popular

Está también el castillo de la isabela, los búnkeres de Alcolea construidos en el siglo XX para la guerra civil, están aun intactos entre la carretera de Alcolea y Villafranca, un segundo puente romano, que fue el primero en construirse, y el museo Carbonell de Aceite de Oliva. 

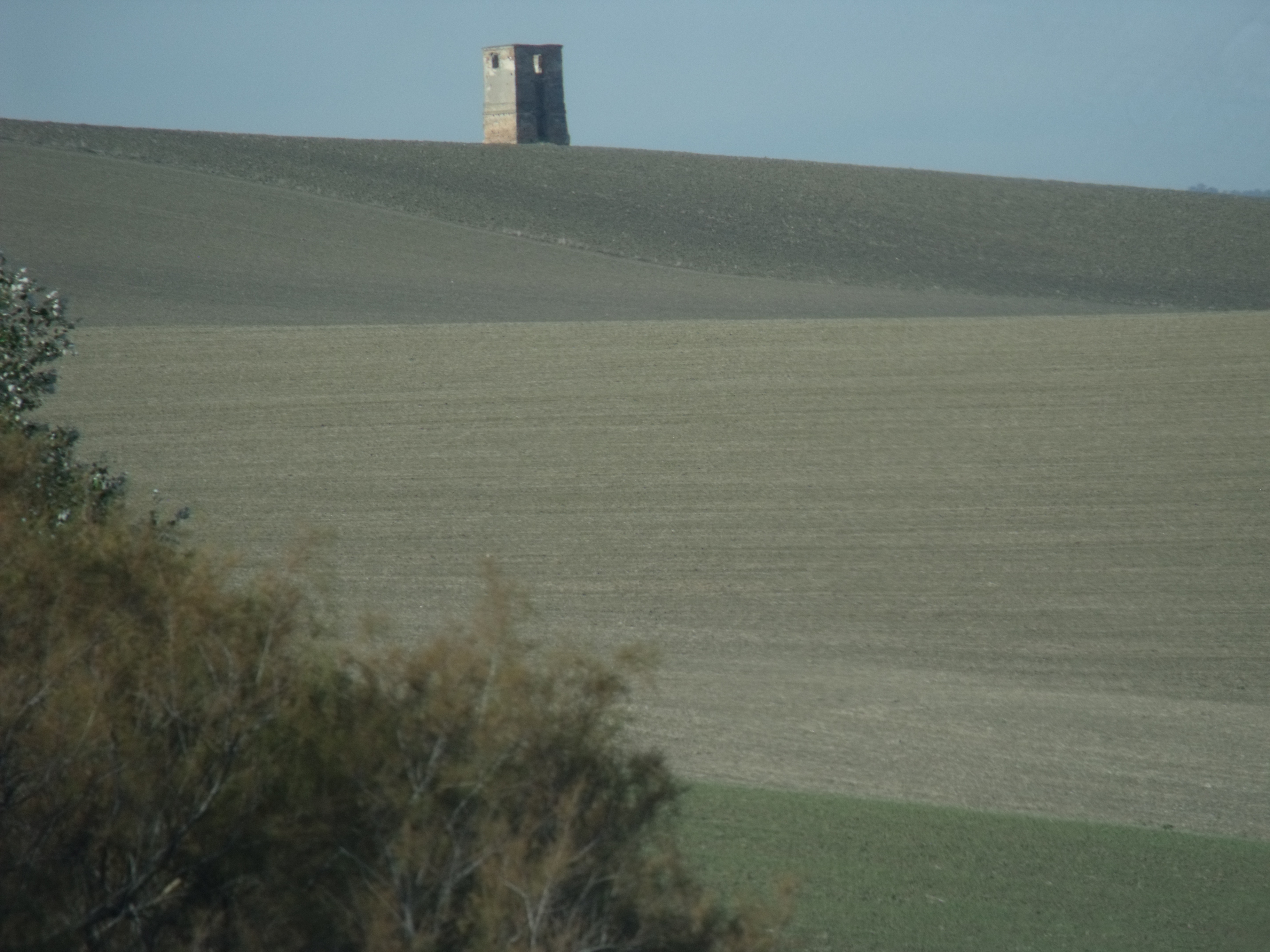
Torre de telegrafía óptica de Chancillerejo.

- Torre de telegrafía óptica de Chancillerejo. Torre telegráfica del cortijo Chancillerejo, que fue construida a mediados del siglo XIX por el Ministerio de la Gobernación. Pertenecía a la línea telegráfica de Andalucía que enviaba mensajes del ministro a los gobernadores civiles de Córdoba, Sevilla y Cádiz. Esta torre se comunicaba mediante señales visuales con la torre anterior en Villafranca de Córdoba (en el cerro de la Junca o Alcaparral) y con la torre posterior en el cerro del telégrafo (en Córdoba capital).

- A las afueras del municipio se halla una de las mayores centrales solares de España, construida durante el año 2008.

## Festejos
El Viernes Santo procesiona la Franciscana Hermandad Sacramental y Cofradía de Nazarenos del Dulce Nombre de Jesús, Santo Cristo de las Cinco Llagas y María Santísima de los Dolores. 
Se celebra todos los años, el 2 de agosto, la feria de esta barriada en honor a Nuestra Señora de los Ángeles. 
Justo antes de la feria de Alcolea se celebra el Gran Premio Ciclista de Alcolea. El recorrido suele ser de unos 100 km y puntúa para el campeonato provincial.